# Улица Заубес (Рига)
Улица За́убес (латыш. Zaubes iela) — улица в центральной части Риги (так называемый «дальний центр»), в Видземском предместье. Пролегает в северо-западном направлении, от улицы Кришьяня Валдемара до улицы Весетас. С другими улицами не пересекается.
Общая длина улицы Заубес — 182 метра. На всём протяжении имеет асфальтовое покрытие. Движение одностороннее, в направлении к улице Кришьяня Валдемара. Общественный транспорт по улице не курсирует.

## История
Улица Заубес впервые упоминается в списках улиц города в 1932 году, однако её перекрёсток с улицей Кришьяня Валдемара был сформирован ещё в 1909—1911 годах, когда строились угловые дома (ныне ул. Кр. Валдемара, № 73 и 75). Название улице дано в честь старинного села Заубе (ныне волостной центр в Цесисском крае Латвии).
В годы немецкой оккупации именовалась Jürgenburgsche Strasse, сообразно историческому немецкому наименованию замка Заубе — Юргенбург. С 1966 по 1990 год носила имя латышского театрального актёра и режиссёра Альфреда Амтмана-Бриедитиса (1885—1966), проживавшего на этой улице в доме № 8.

## Застройка
За исключением угловых домов при пересечении с прилегающими улицами, остальные здания на улице Заубес построены в 1930-е годы в характерном для того времени стиле функционализма.
- Дом № 1 — бывший доходный дом Трейманиса.
- Дом № 2 — бывший доходный дом издателя Фрициса Ансона (1935—1936).
- Дом № 3 — бывший доходный дом портного Арона Оркова (вторая половина 1930-х гг.).
- Дом № 4 — бывший доходный дом инженера Юлия Реймана (1935).
- Дом № 5 — бывший доходный дом Билманиса (вторая половина 1930-х гг.).
- Дом № 6 — бывший доходный дом Зирдзиньша.
- Дом № 7 — бывший доходный дом Анны Озолини (вторая половина 1930-х гг.).
- Дом № 8 — бывший доходный дом Левенсона.
- Угловой дом № 9 / 9a — реконструированный жилой дом 1930-х годов (№ 9)[4] с пристроенным новым зданием (№ 9а) «Zaubes nams» (2008, архитектор Зане Калинка, архитектурное бюро «Kubs»)[5].
- Дом № 10 — бывший доходный дом (1930-е гг., реновирован в 2011—2012 годах[6]).
- Угловой дом № 12 — жилой дом «Carlo» (2004, архитектор Мейнхард фон Геркан).

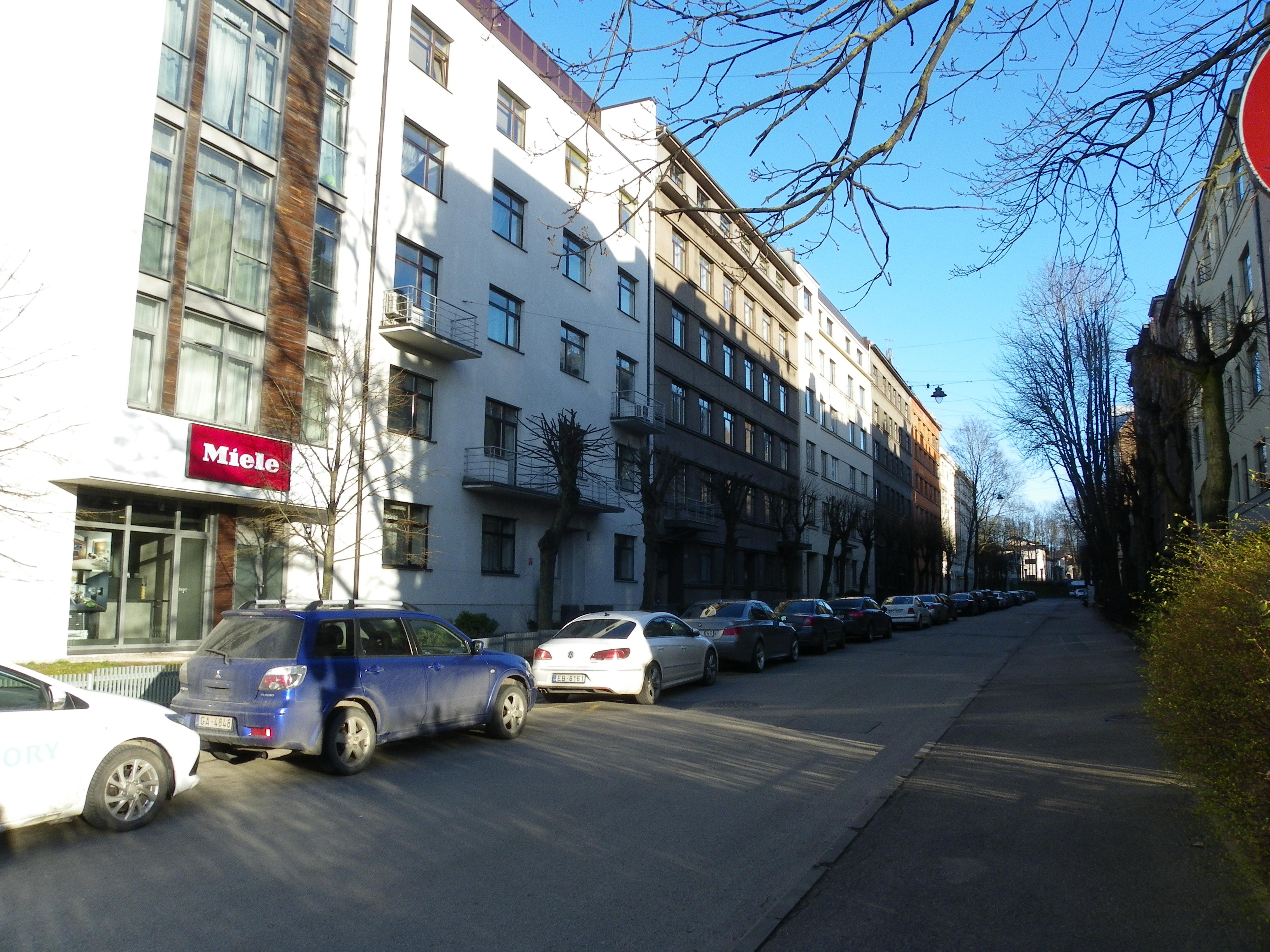
Нечётная сторона улицы
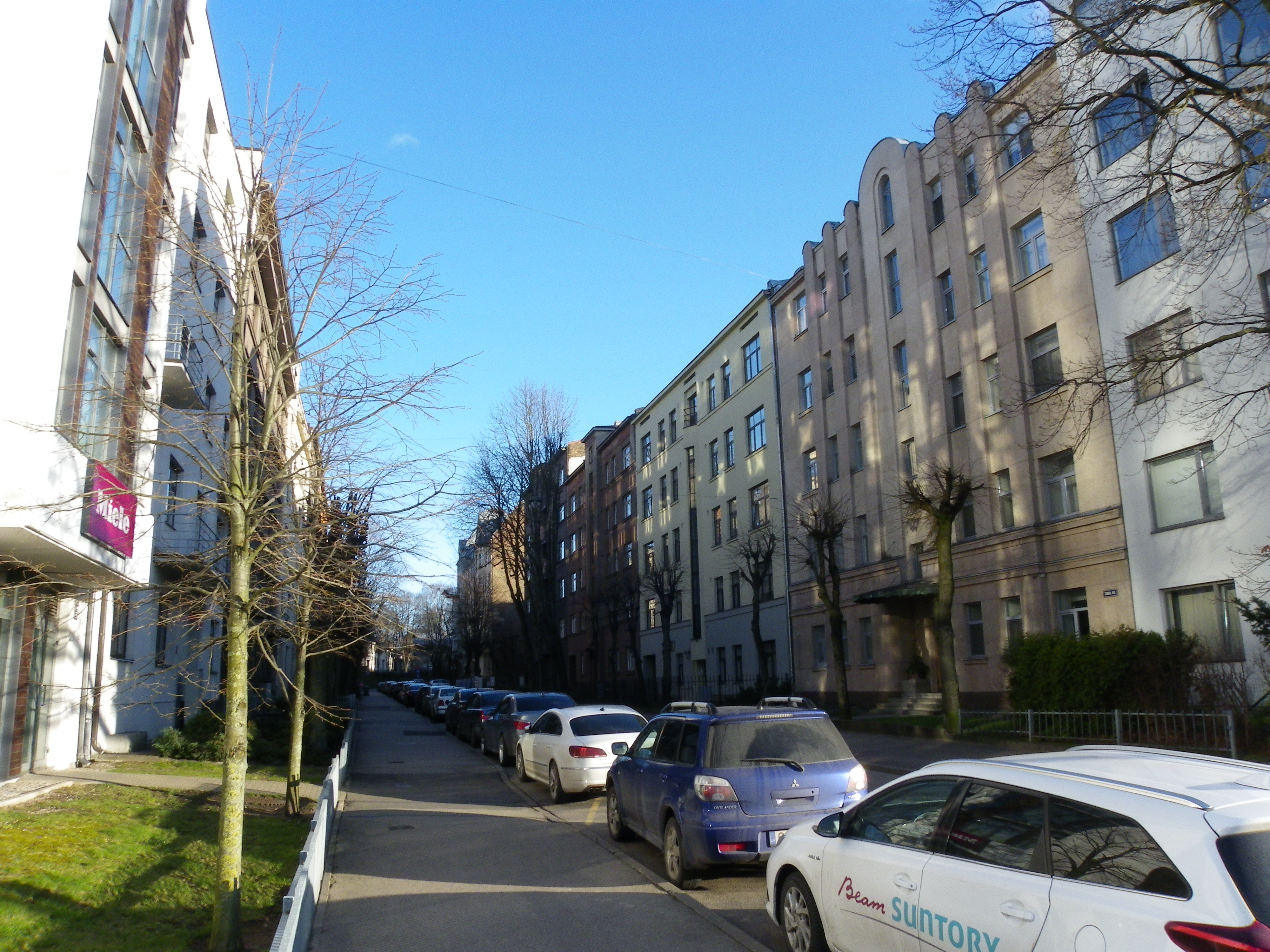
Чётная сторона улицы